# Tin Carlsson
Tin Love Palombo Carlsson, född 7 januari 1988 i Stockholm, är en svensk skådespelare.

## Filmografi
- 1982 - E.T. the Extra-Terrestrial (röst som Michael)
- 1998 - Hænderne op!
- 1999 - Tomten är far till alla barnen (Richard)
- 2000 - Hjälp! Jag är en fisk (röst till Fly)
- 2000 - Indy & ballongerna
- 2001 - Harry Potter och De Vises Sten (svensk röst till Dudley Dursley)
- 2001 - Rasten: Uppdrag Rädda Sommarlovet (Gus)
- 2001 - Spirited away ( svensk röst till Haku)
- 2001 - Agnes (Rasmus)
- 2002 - Det Brinner! (Vän till Christopher)
- 2002 - Olivia Twist (Sax)
- 2002 - Harry Potter och Hemligheternas Kammare (svensk röst till Dudley Dursley)
- 2010 - Res Dig Inte (Adrian)